# Craig Bellamy
Craig Douglas Bellamy (Cardiff, 13 juli 1979) is een Welsh voormalig profvoetballer die bij voorkeur als vleugelspits of centrale spits speelde. Hij debuteerde op 25 maart 1998 in het Welsh voetbalelftal in een oefenwedstrijd tegen Jamaica (0-0) en speelde uiteindelijk 78 interlands. In juli 2024 werd hij aangesteld als bondscoach van Wales.

## Profcarrière
Bellamy's carrière in het profvoetbal begon bij Norwich City, waarmee hij louter op het tweede niveau in Engeland speelde, destijds de First Division geheten. Vlak na de start van het seizoen werd hij nog voor het sluiten van de transfermarkt gecontracteerd door Coventry City. Coventry speelde op dat moment in de Premier League en daarmee maakte Bellamy zijn debuut op het hoogste niveau. Na één seizoen vrijwel altijd in de basis te hebben gestaan, verliet hij Coventry City en koos hij voor een avontuur bij Newcastle United.

### Newcastle United
Bij Newcastle United speelde Bellamy aan de zijde van Alan Shearer. Newcastle bereikte de UEFA Champions League. In de voorronde kreeg Bellamy echter de rode kaart voorgeschoteld en diende hij de eerste drie wedstrijden vanaf de tribune toe te kijken. Deze drie wedstrijden tegen Dynamo Kiev, Juventus en Feyenoord gingen allen verloren. Met de terugkomst van Bellamy in het elftal ging het beter en wist Newcastle zowel Dynamo Kiev als Juventus te verslaan. Om de tweede plaats in de groep en daarmee kwalificatie voor de volgende ronde te bewerkstelligen, diende de laatste wedstrijd tegen Feyenoord gewonnen te worden. Uiteindelijk was het Bellamy die in een volle Kuip de winnende treffer liet aantekenen.

### Scottish Premier League en Blackburn Rovers
Na zijn Newcastle-periode maakte hij een overstap naar de Scottish Premier League, waar hij in dienst van Celtic zeven doelpunten maakte in twaalf wedstrijden. Daarna tekende hij een contract voor vier jaar bij Blackburn Rovers, maar na één seizoen vertrok hij naar Liverpool.

### Liverpool
Bellamy maakte in zijn tijd bij Newcastle herhaaldelijk ruzie met trainer Graeme Souness en hij zou, na zijn vertrek bij de club, beledigende sms'jes gestuurd hebben naar Alan Shearer. Bellamy stond in 2006 terecht op verdenking van mishandeling van een negentienjarige vrouw in een nachtclub in Cardiff, maar werd vrijgesproken. In februari 2007 zou hij tijdens een trainingskamp in Portugal teamgenoot John Arne Riise met een golfclub te lijf zijn gegaan. In de eerste wedstrijd na dit incident, een Champions League-wedstrijd tegen FC Barcelona, scoorden zij allebei.

### Clubhopper en einde carrière
Bellamy stapt in de zomer van 2007 over naar West Ham United. Daar bleef hij twee seizoenen. In de daarop volgende jaren wisselde Bellamy nog een aantal keer van club. Hij speelde voor achtereenvolgens Manchester City, Cardiff City (op huurbasis) en Liverpool. In de zomer van 2012 keerde hij terug naar zijn geboortestad Cardiff, waar hij opnieuw uitkwam voor Cardiff City. In 2014 zette hij een punt achter zijn loopbaan.

### Olympische Spelen
Bellamy nam met het Brits olympisch voetbalelftal onder leiding van bondscoach Stuart Pearce deel aan de Olympische Spelen van 2012 in Londen. Hij was een van de drie dispensatiespelers in de selectie. Bellamy scoorde in de eerste groepswedstrijd tegen Senegal (1-1) de openingstreffer.

## Trainerscarrière
Bellamy werd in 2019 coach van RSC Anderlecht U21 nadat voormalig ploeggenoot bij Manchester City Vincent Kompany er hoofdtrainer werd. In 2021 volgde hij Kompany naar Burnley FC en werd hij onderdeel van de trainingsstaf. In juni 2024 werd bekend dat Bellamy Rob Page opvolgde als bondscoach van het Welsh voetbalelftal.

## Erelijst
Cardiff City
- Football League Championship

2013